# Tunnel de base du Brenner
Pour les articles homonymes, voir Brenner.
Le tunnel de base du Brenner est un projet de tunnel ferroviaire à travers les Alpes orientales, reliant Innsbruck en Autriche à Fortezza  en Italie en passant sous  le col du Brenner. C'est une infrastructure essentielle du Corridor Scandinavie-Méditerranée, un des neuf couloirs principaux du réseau transeuropéen de transport définis en 2017.
Le tunnel de base du Brenner proprement dit fera 55 km de long ce qui le classera deuxième parmi les plus longs tunnels du monde, juste après le tunnel de base du Saint-Gothard. Mais avec  le creusement d'une jonction avec le contournement ferroviaire d'Innsbruck (de), il atteindra 64 km.
La fin des travaux, commencés en 2011, initialement prévue en 2028, a été repoussée à 2032; la moitié des 230 km de galeries nécessaires étant percées en décembre 2019.

## Historique
L'idée de creuser un tunnel sous le col du Brenner remonte aux années 50 avec un projet plus modeste de 12 kilomètres.
Le but est de pouvoir multiplier par trois le trafic de fret et ainsi réduire le nombre de poids lourds circulant en Autriche et en Italie.
Le but de l'UE est aussi de reprendre la maîtrise de son trafic sans être dépendant d'un pays tiers (traversée de la Suisse par le tunnel du Saint-Gothard).

## Caractéristiques
Trois galeries de 55 km seront excavées : un tunnel d’exploration de 5 m de diamètre et deux tubes de 8,1 m de diamètre espacés de 40 à 70 m. Pour des raisons de sécurité, outre des galeries perpendiculaires reliant les deux tubes principaux tous les 333 m, seront creusées trois stations d'arrêt d'urgence de 470 m de long espacées de 20 km. En cas d'incendie, les trains de voyageurs ne s'arrêteront qu'une fois atteint le plus proche de ces refuges. En tout, c'est 230 km de galeries qui devront être percées, en utilisant pour moitié des tunneliers et pour moitié des explosifs.
La pente du tunnel est 6,7 ‰ du côté nord et 4,0 ‰ du côté sud et le point culminant atteint 790 m, plus de 580 m sous le col du Brenner. La faible pente, principal intérêt des tunnels de base, permet aux locomotives de tirer de plus lourdes charges à de plus grandes vitesses, économisant ainsi de l'énergie et du matériel roulant.
Le tunnel de base du Brenner utilisera le système européen de contrôle ERTMS niveau 2, le standard GSM-R et sera électrifié en 25 kV, 50 Hz.
Il est prévu qu'environ 320 trains de marchandises et 80 trains de voyageurs circulant respectivement à 160 km/h et  à 250 km/h puissent emprunter quotidiennement le tunnel. La différence de vitesse entre les trains de marchandises et les trains de voyageurs détermine la capacité du tunnel:

Simulation du passage d'un train de marchandises suivi d'un train de voyageurs plus rapide dans le tunnel de base du Brenner montrant l'impact sur les sillons horaires.

## Travaux
Une galerie de reconnaissance fut excavée en 2008 à Aica. Le chantier proprement dit a débuté le 18 avril 2011 et devait initialement se terminer en 2025.

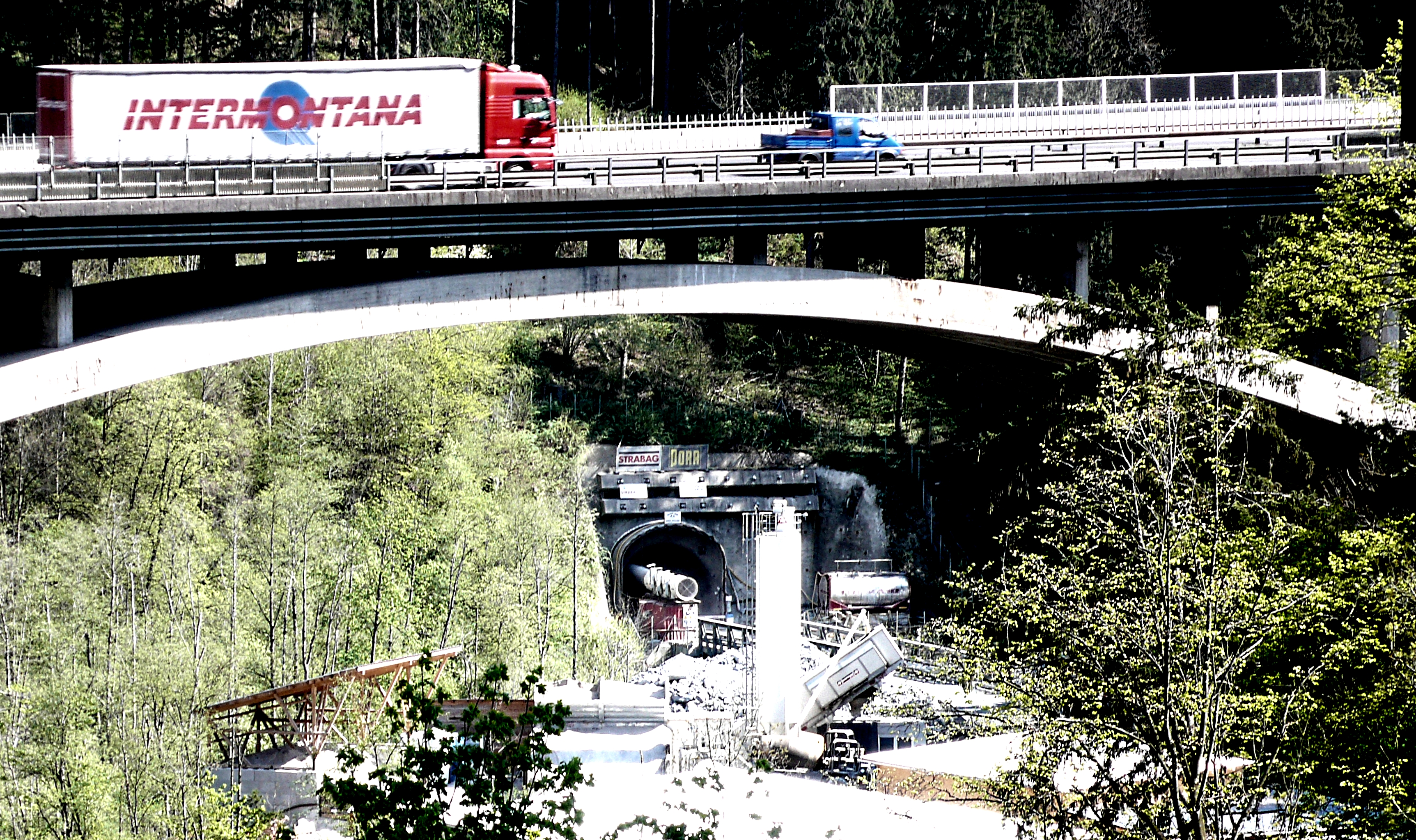
Accès côté autrichien à Bergisel, près d'Innsbruck.
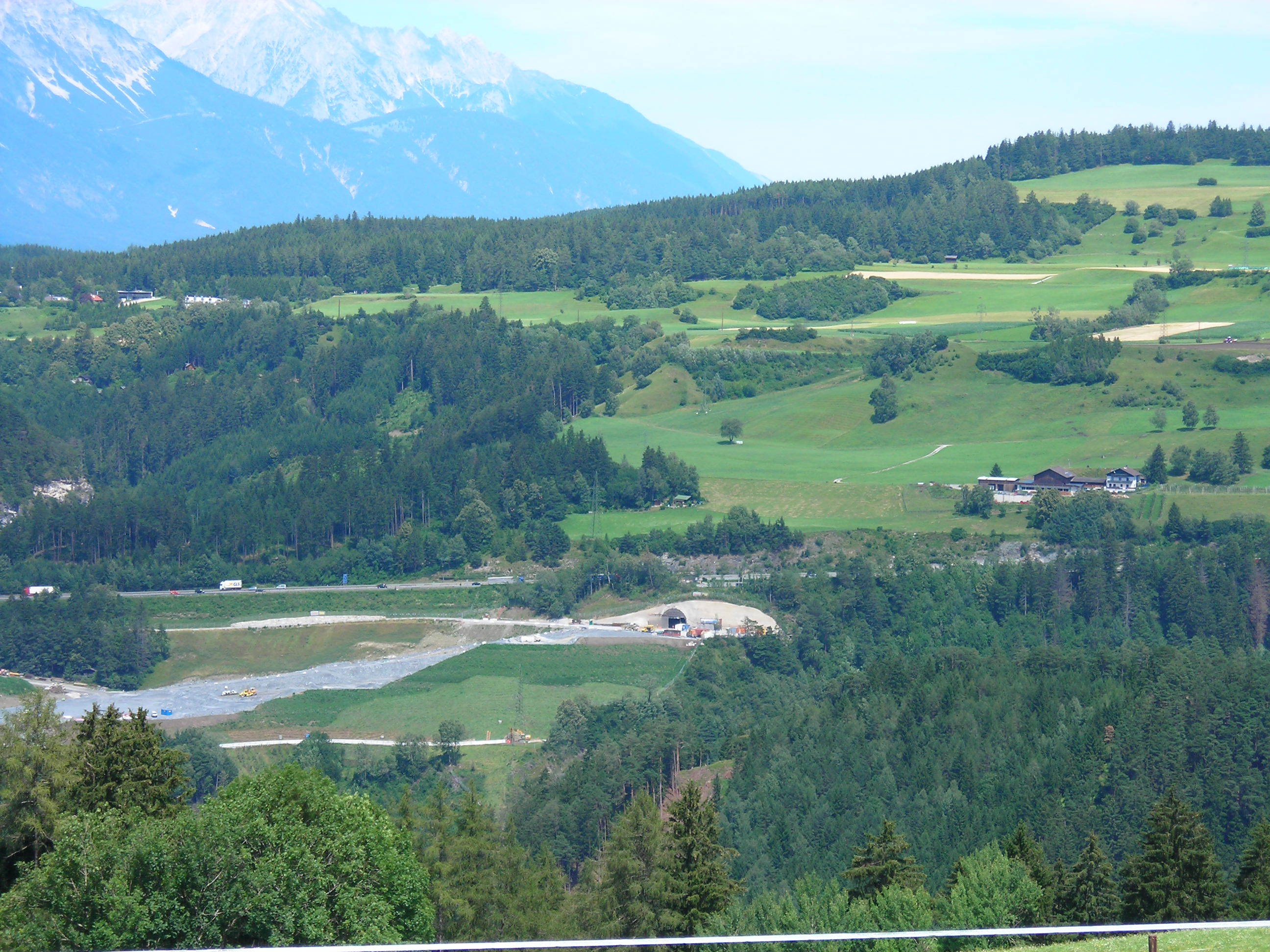
Accès côté autrichien à Mutters.
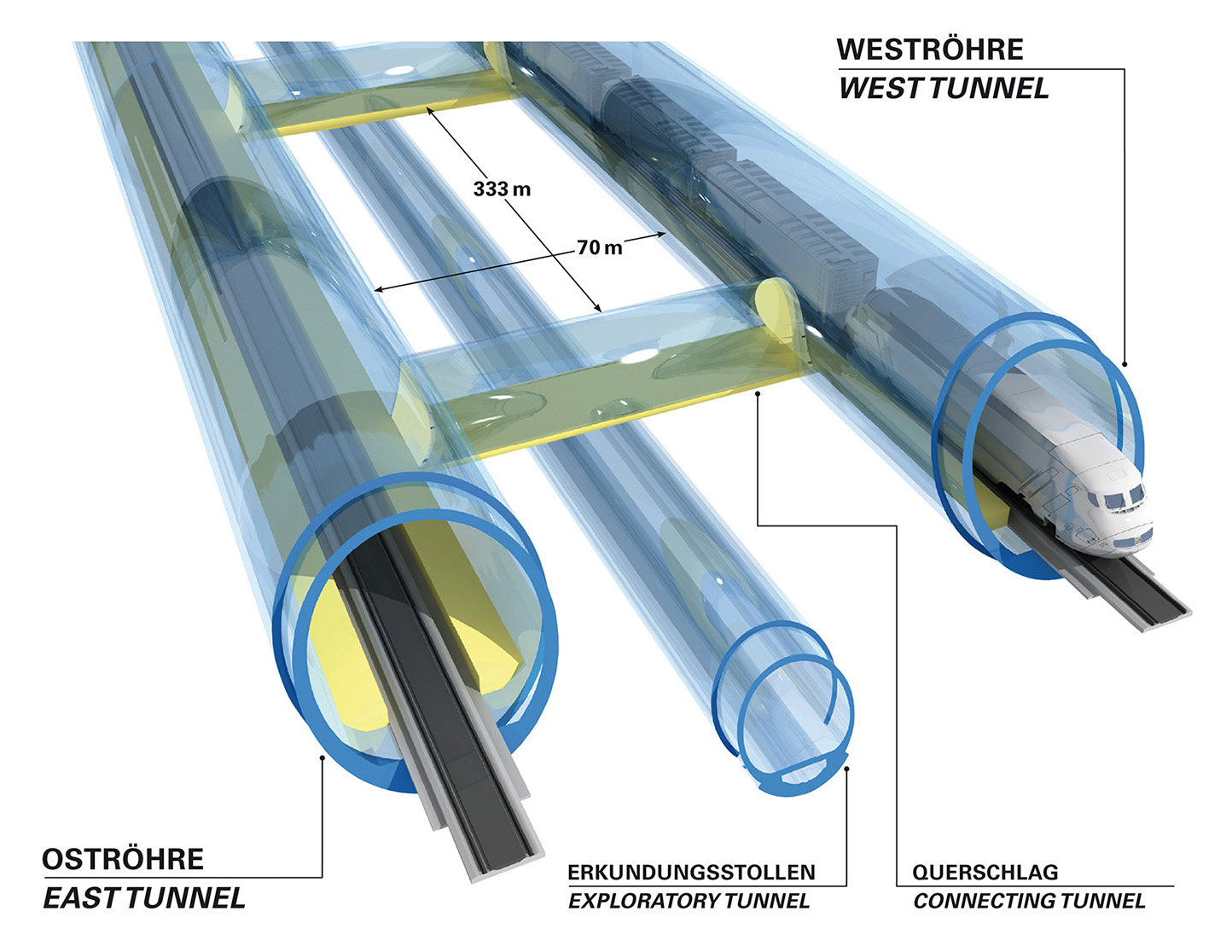
Coupe du tunnel de base du Brenner.
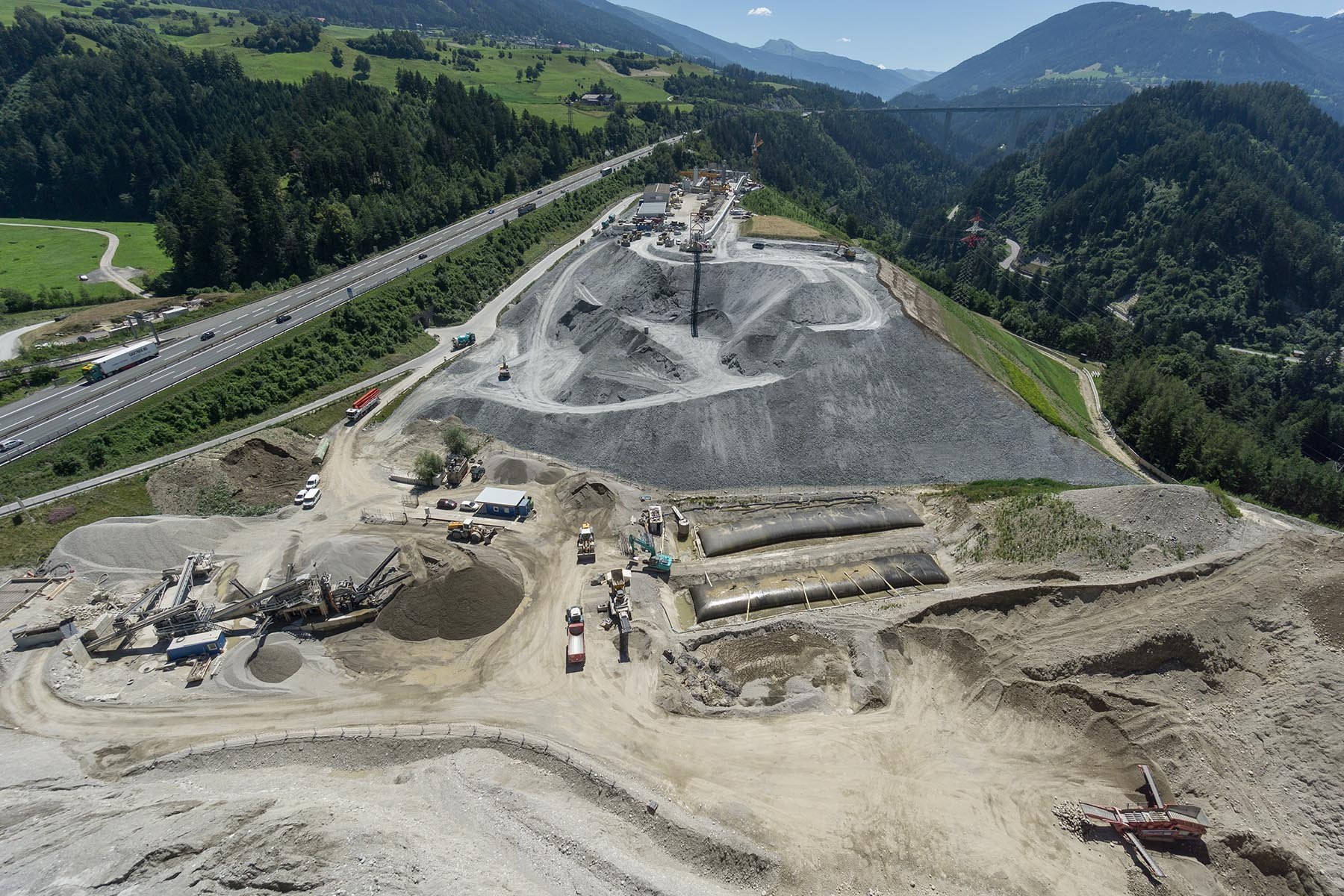
Accès côté autrichien à Deponie Ahrental.
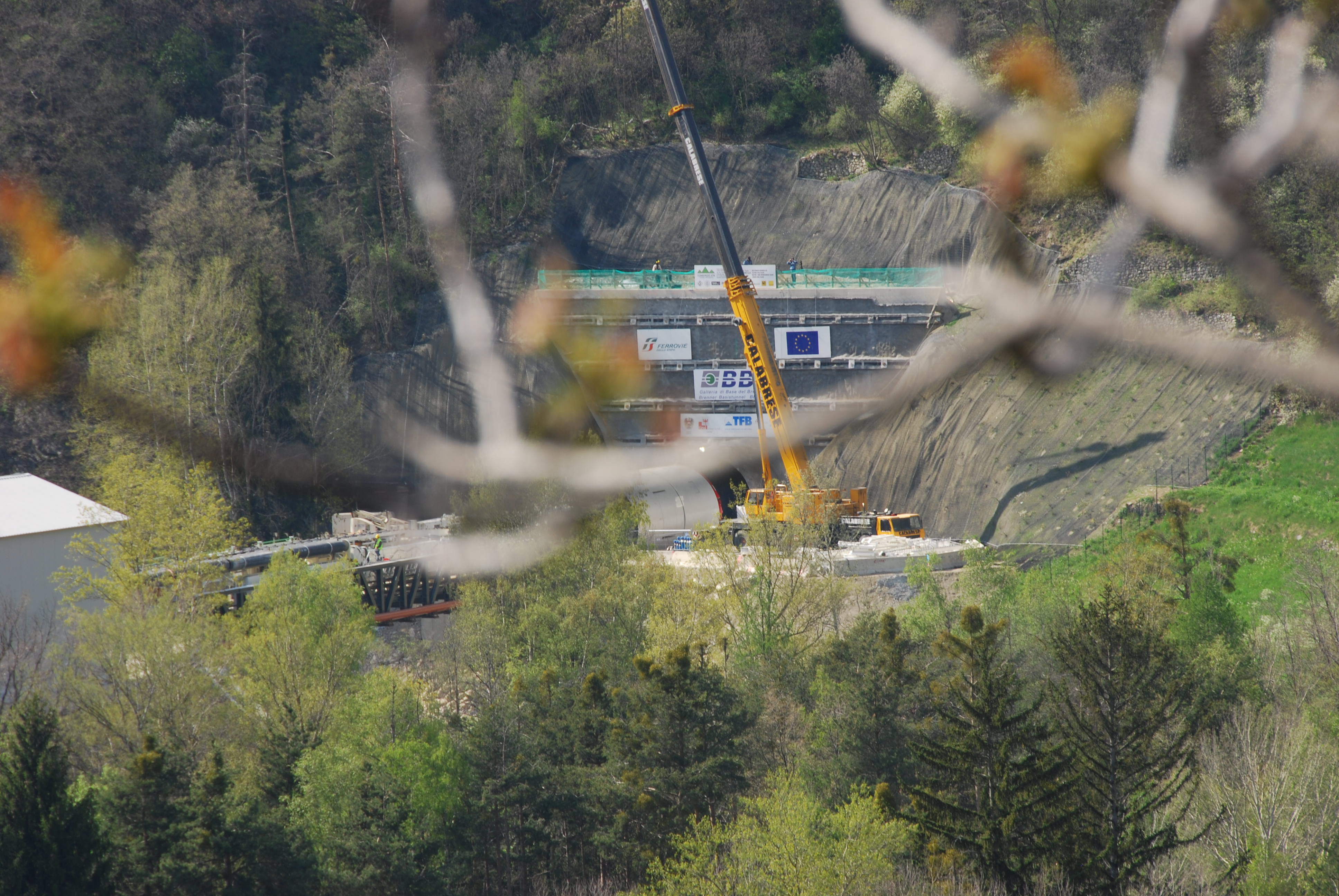
Démarrage du tunnelier sur le site de construction d'Aicha/Aica en avril 2008.
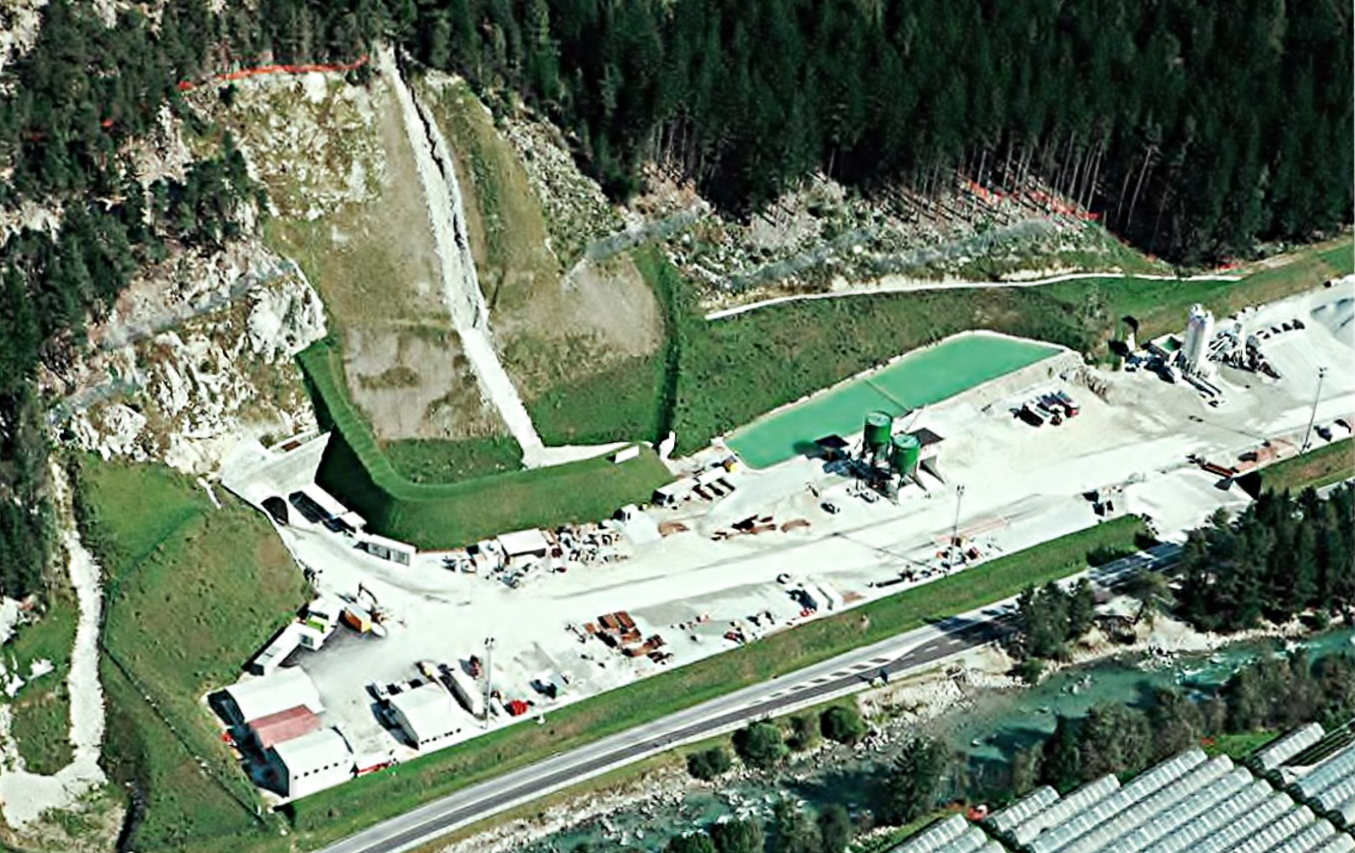
Vue du site de construction de Mauls/Mules à l'été 2008.